# Kensuke Nagai
Kensuke Nagai (japonsko 永井 謙佑), japonski nogometaš, * 5. marec 1989.
Za japonsko reprezentanco je odigral 12 uradnih tekem.